# ババ・レイ・ダッドリー
ババ・レイ・ダッドリー（Bubba Ray Dudley、1971年7月14日 - ）は、アメリカ合衆国のプロレスラー。ニューヨーク州出身。WWEでのダッドリー・ボーイズの一員として知られる。
TNAなど他団体では、ブラザー・レイ（Brother Ray）、ブリー・レイ（Bully Ray）のリングネームでも活動している。

## 来歴
1991年にプロレスデビューを飾る。1990年代中盤、ECWにギミック上の異母兄弟チーム、ダッドリー・ボーイズの5男、ババ・レイ・ダッドリーとして登場した。
1996年4月13日に、ギミック上の異母弟であるディーボン・ダッドリーがデビュー。両者は行動をともにするようになり、そしてチーム3Dを結成した。ハードコアマッチ、特にテーブルマッチを得意とし、ディーボン共々テーブル破壊が代名詞となっていった。
1999年、弟のディーボンと共にWWF（現：WWE）へ移籍。当初はヒールであったが、人気の高まりと共にベビーフェイスとなっていった。WWFでもECW時代と同様にテーブルマッチなどのハードコア・レスリングを得意としていた。
2001年のWCW/ECW連合軍（アライアンス）結成時は、元ECWということもありアライアンスに参加した。
2002年のWWFのテレビ番組分割時は、ババレイはRAW、ディーボンはスマックダウンへと別れることとなった。なお同年中にディーボンがRAWに移籍してタッグは再結成されている。WWE時代に兄弟が別れていたのはこの期間のみである。
2005年7月5日にWWEから解雇された。この際、ダッドリー関連の名称は登録商標の関係で一切使えなくなり、以降現在のリングネームであるブラザー・レイ、またはババ・レイとして活動することとなった。ロモナコ自身はダッドリーの名前をWWEから取り戻したいと語っている。
WWE解雇後、TNAに移籍。また全日本プロレスにも参戦して世界最強タッグ決定リーグ戦で優勝している。2006年にはハッスルへ参戦するなど、日本での登場機会が増えた。
2009年1月4日、レッスルキングダムIII IN 東京ドームでブラザー・ディーボンとともに真壁刀義&矢野通からIWGPタッグ王座を奪取。2月15日、New Japan ISM両国国技館大会にて真壁&矢野のリターンマッチをハードコア戦で制し初防衛に成功した。同年3月、TNAオーランド大会でビアマネーからTNA世界タッグ王座を奪取した。

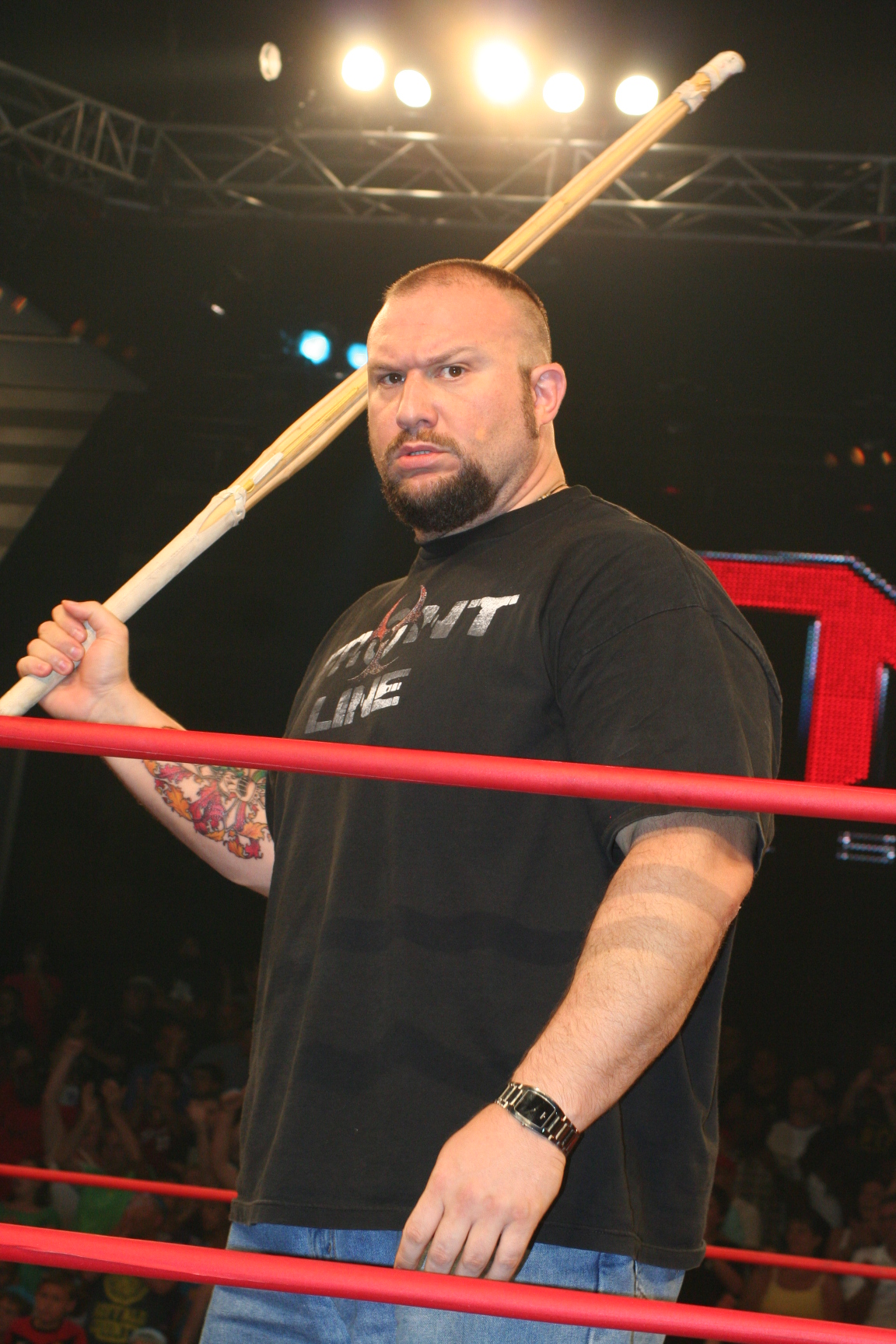
2010年

2010年、長年タッグを組んでいた相方であるディーボンと初の抗争を開始。リングネームをブリー・レイに変更。
2012年の冬頃からハルク・ホーガンの娘のブルック・ホーガンと交際を開始。2013年3月に結婚式をリングで挙げるがエイシズ・アンド・エイツのメンバーに襲われる。

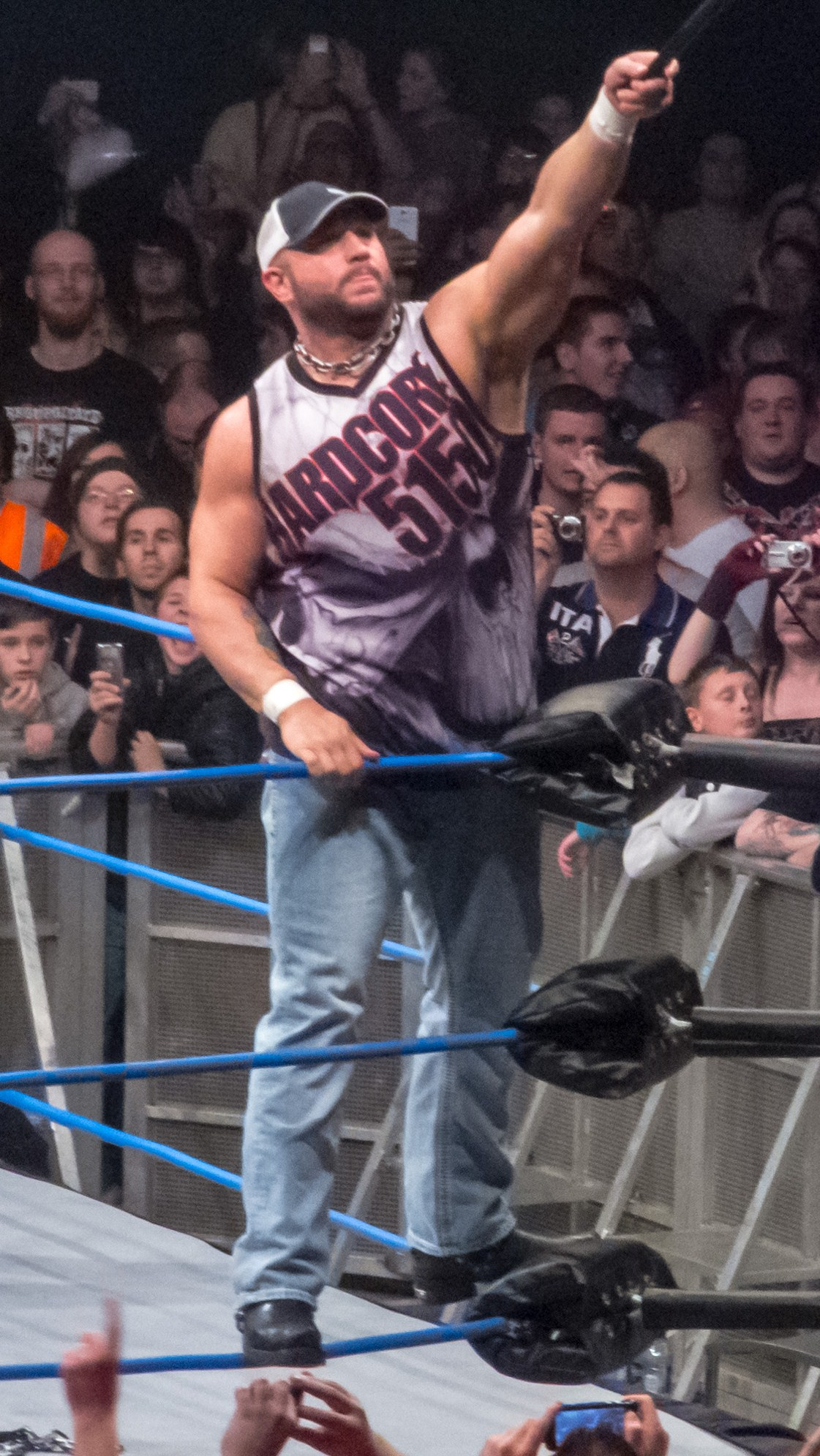
2013年

2013年3月10日、LockDown 2013にてジェフ・ハーディーからTNA世界ヘビー級王座を獲得した。この試合にはエイシズ・アンド・エイツの介入があり、ブリーはこれを機に裏切りを果たす。ブルックの交際もTNA世界ヘビー級王座を挑戦する為とホーガン一家やTNAを陥れる為の計画であった。ディクシー・カーターとMVPとの間で権利者を賭けての抗争の際カーター軍に付いていたが、試合中に突如裏切りMVP側に加担し、勝利に導いた。これを機にベビーターンを果たす。
以後、ディクシー・カーター一家と抗争する。抗争する中で、ディクシーをテーブル葬することを狙うが、ことごとく失敗に終わっていたが、8月7日放送のインパクトにて、ついにディクシーをテーブル葬に成功した。その後、ウルブズ、ハーディーズとのタッグ王座をめぐる試合をした。それ以降、しばらく登場していない。
2015年1月25日、WWE・ロイヤルランブルでサプライズ枠として久々に登場。ディーボンは出場しなかったものの、ディーボンの代わりに偶然リングで出くわしたRトゥルースとザ・ミズに3Dを浴びせ観客を湧かせた。7月頃からTNAのGMとして復帰。度々、マッチメークをする為に登場したりした。8月放送のインパクトにて何者かに襲われる。8月24日、WWE・RAWにディーボンとダッドリー・ボーイズとして復帰。しかし、2016年8月に退団を表明する。10月、HOG（House of Glory）に参戦するも、12月にディーボンが引退を表明し、チームは解散した。
2017年、ROHに参戦したが、10月に自身も引退を表明した。
2018年、WWE殿堂に迎えられた。
2018年2月に引退したものの、4月にはROHマットで早くも現役復帰。12月14日のPPVイベント、ファイナルバトルでフリップ・ゴードンに"I Quit"マッチで敗戦。
2019年5月11日、ROHグランドラピッズ大会における10人タッグマッチにおいて、遠征中の永田裕志、小島聡、後藤洋央紀らと対戦。

## その他
- ECWに登場後しばらくの間は自閉症というギミックが与えられたため言葉を発しなかったが、後にトークのほとんどをババ・レイが担当するようになった。

## 得意技
サイド・スラム
向かい合った相手の右脇に頭を潜り込ませて相手の左肩の上に右腕を引っ掛けて左手で相手の背中の方へと回して胴を抱え込み、抱えた相手の体をリフトアップして前のめりに倒れ込み落下させた相手の背中を叩きつける。
ババ・カッター
ダイヤモンド・カッター
ババ・ボム
フルネルソンボム。フルネルソンの体勢から開脚して相手をマットへ叩きつける。
バイオニック・エルボー
エルボー・スタンプ
ジャーマン・スープレックス
スーパー・シットダウン・パワーボム
コーナー最上階から仕掛ける雪崩式シットダウン・パワーボム
サイドウォークスラム
片手で軽々と相手を抱え上げ、2〜3歩歩いてから叩き付けるのが特徴である
パイルドライバー
スープレックス
スーパープレックス
ビックブーツ
クローズライン

## タイトル歴

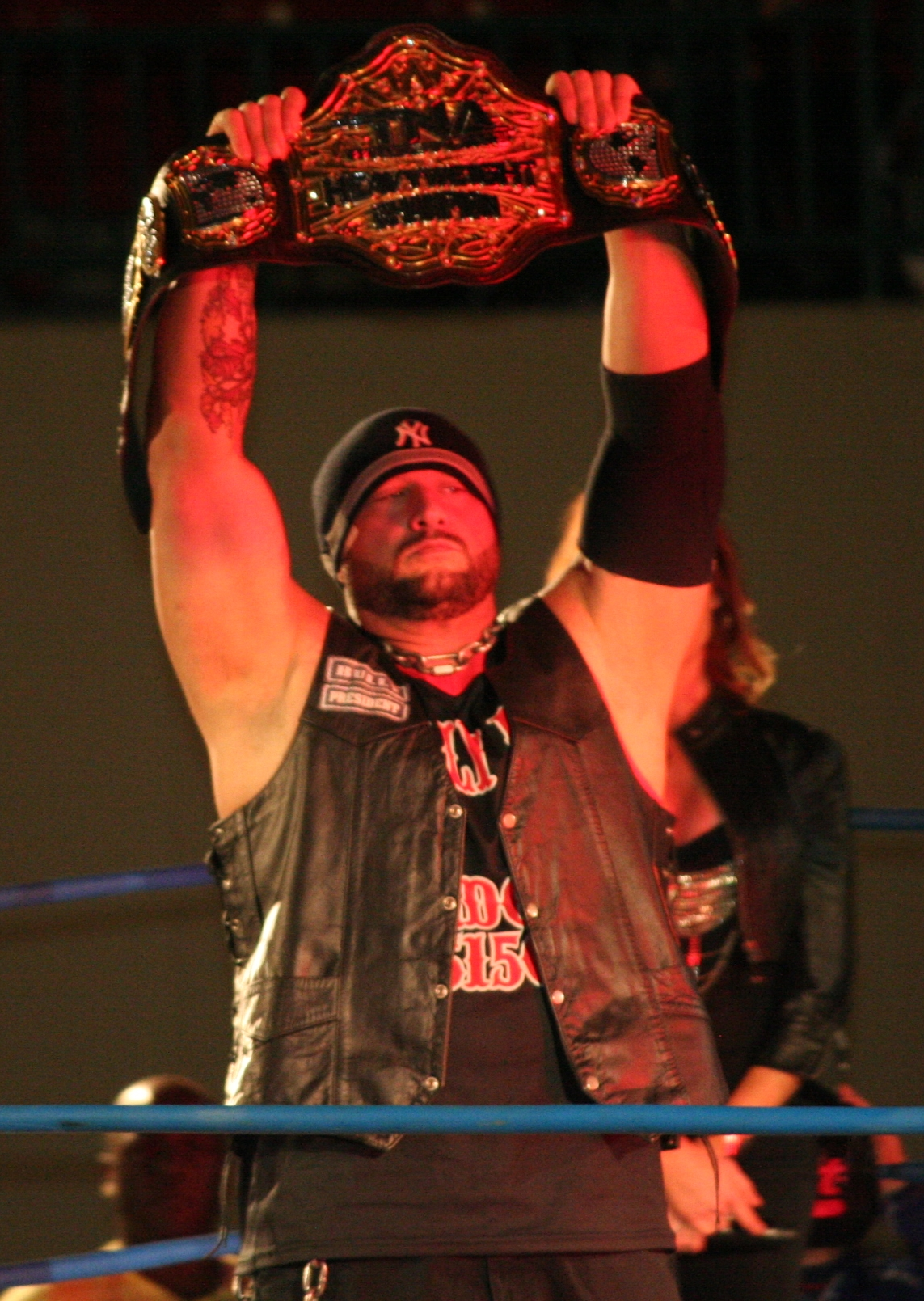
TNA世界ヘビー級王者時代

ROH
- ROH世界6人タッグ王座 : 1回

w / マーク・ブリスコ&ジェイ・ブリスコ
ECW
- ECW世界タッグ王座 : 8回

w / ディーボン・ダッドリー
WWF / WWE
- ハードコア王座 : 10回
- WCWタッグ王座 : 1回

w / ディーボン・ダッドリー
- WWE世界タッグ王座 : 8回

w / ディーボン・ダッドリー
- WWEタッグ王座 : 1回

w / ディーボン・ダッドリー
- WWE殿堂（2018年度：ダッドリー・ボーイズとして）

TNA
- TNA世界ヘビー級王座 : 2回
- NWA世界タッグ王座 : 1回

w / ブラザー・ディーボン
- TNA世界タッグ王座 : 2回

w / ブラザー・ディーボン
- TNA殿堂（2014年度：チーム3Dとして）

ハッスル
- ハッスル・スーパータッグ王座 : 1回

w / ブラザー・ディーボン
全日本プロレス
世界最強タッグ決定リーグ戦 : 2005年大会優勝
w / ブラザー・ディーボン
新日本プロレス
- IWGPタッグ王座 : 2回

w / ブラザー・ディーボン
DWO
- DWO世界ヘビー級王座 : 1回

PPW
- PPWヘビー級王座 : 1回

SCW
- 2CWタッグ王座 : 1回

w / ブラザー・ディーボン